# Indoraptor
De Indoraptor is een fictieve dinosaurus in de film Jurassic World: Fallen Kingdom. De genetische hybride werd ontworpen door Henry Wu en werd ontworpen als opvolger van de Indominus rex.

## DNA
De Indoraptor heeft grotendeels het DNA van de Indominus rex, aangevuld met dat van velociraptors. Ze heeft geen rechtstreeks T-rex-DNA, wat de Indominus rex wel had.

## Verhaal
Aan het begin van de film zoeken mensen van InGen op het eiland Isla Nublar het skelet van de Indominus rex. Ze vinden het onder water - in de lagune - en nemen een stuk bot - een rib - mee, waaruit Dr. Henry Wu het DNA haalt om de Indoraptor te kunnen maken.
De Indoraptor sterft op het einde van de film door op de schedel van een Ceratopidae te vallen. Daarbij wordt ze doorboord door de horens.